# Fittja tegelbruk

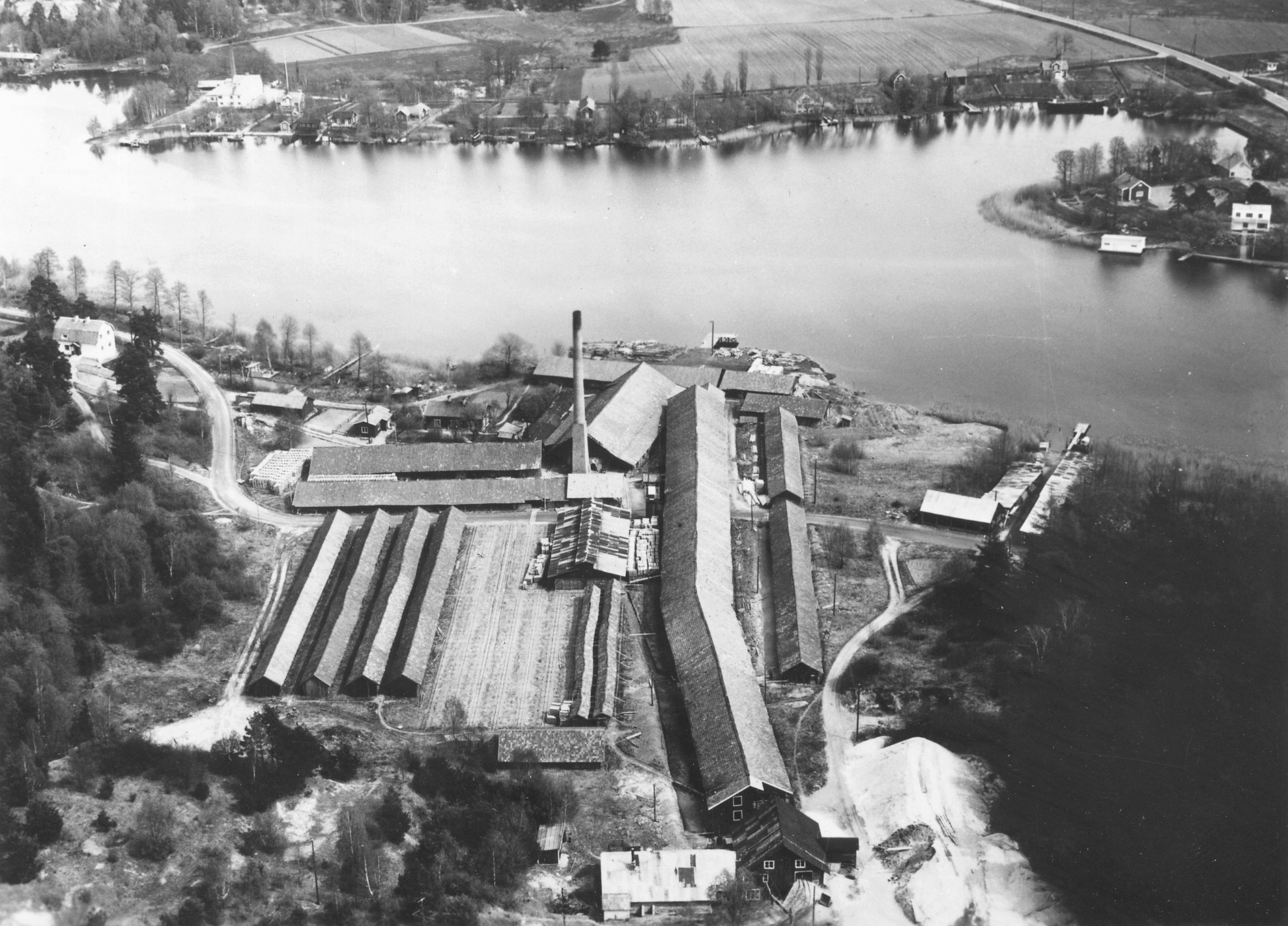
Fittjaviken med tegelbruket, 1946.

Fittja tegelbruk var ett tegelbruk beläget vid västra sidan om Fittjaviken i nuvarande kommundelen Fittja i  Botkyrka kommun. Tegelbruket hörde ursprungligen till Fittja gård och förväxlas ibland med ett annat med samma namn, som ägdes av Slagsta gård. Från och med 1914 hörde fabriken till Mälardalens  tegelbruk och lades ner 1964.

## Historik

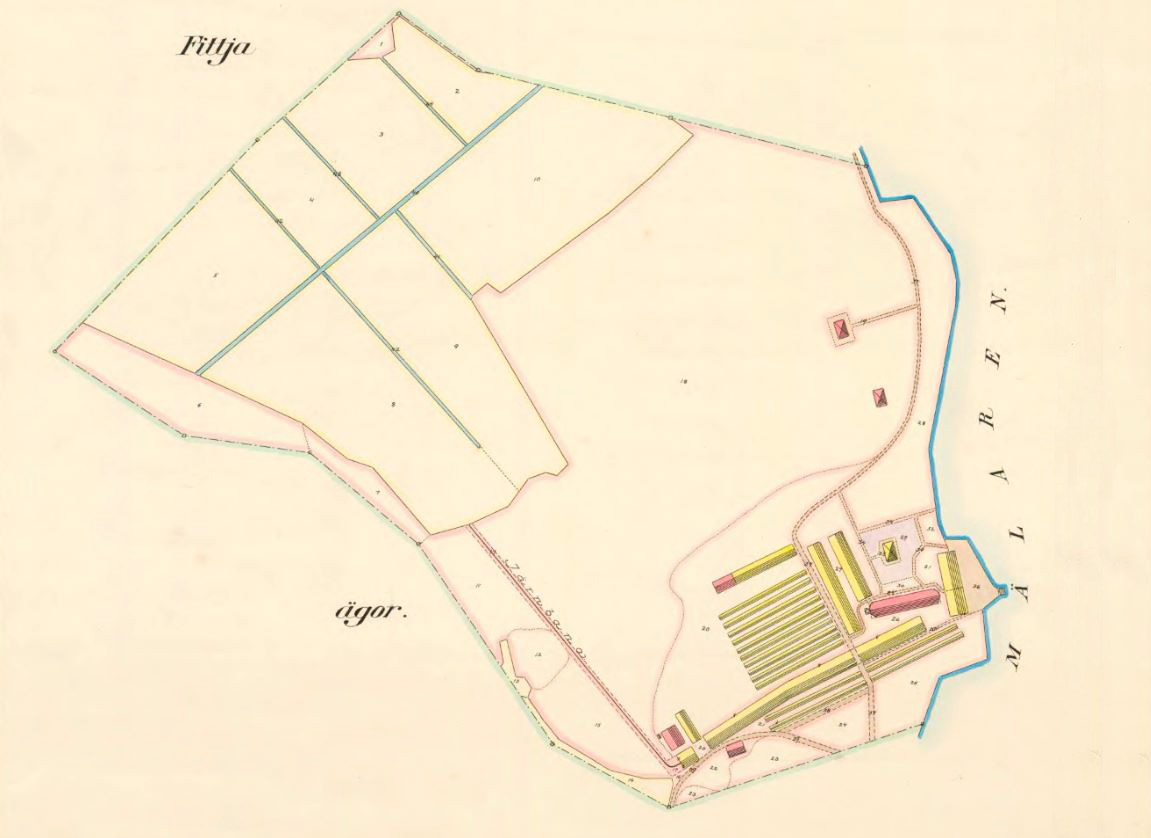
Fittja tegelbruk 1914.

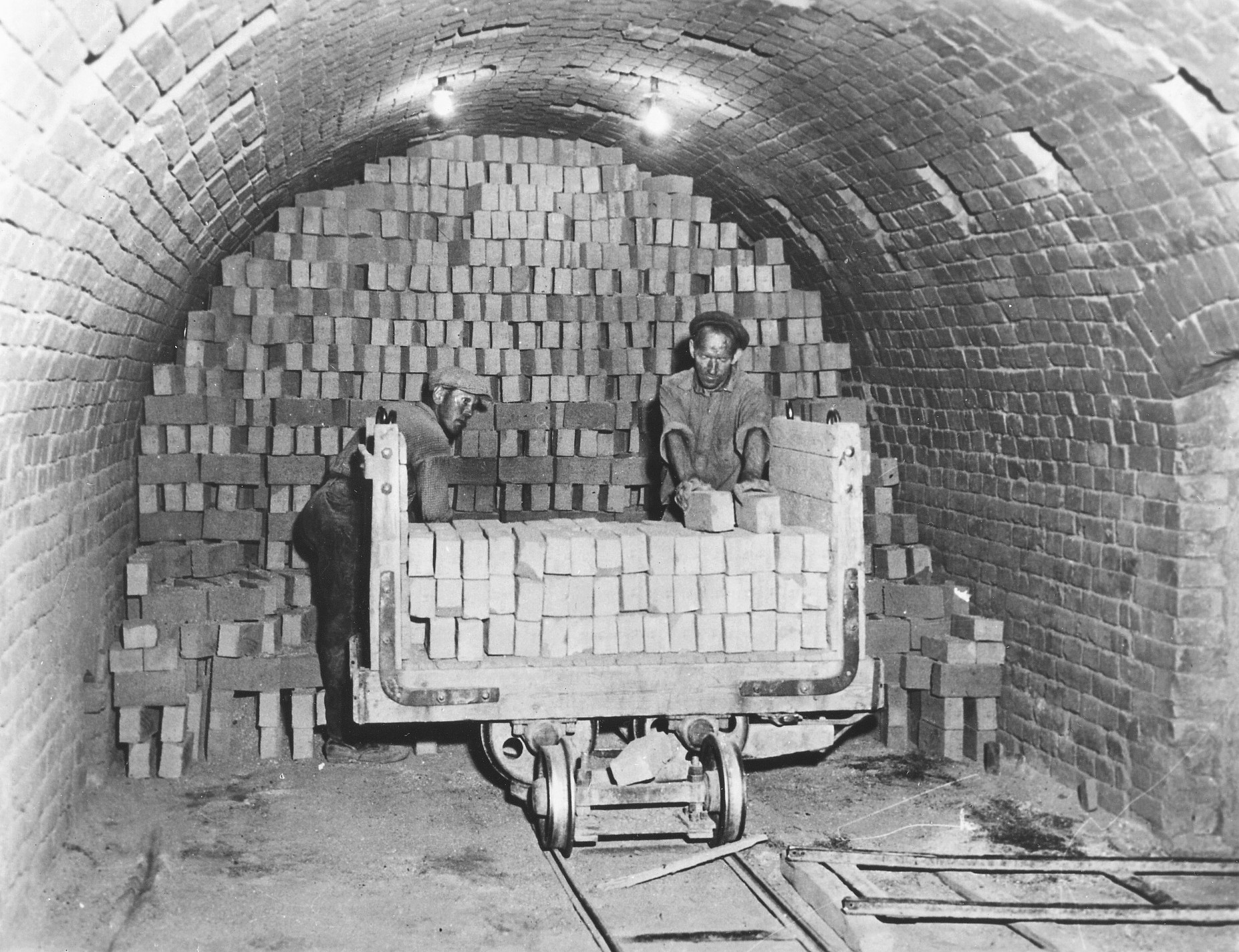
Tegelarbetare i Fittjas brännugn, 1946.

Både Slagsta och Fittja hade tegelbruk. Ett av de äldsta tegelbruken i Mälardalen var Slagsta tegelbruk, omnämnd på en lantmäterikarta redan 1664 som ”Fittia tegelbruk” och nedlagd 1915.
Fittja tegelbruk finns belagt sedan 1600-talet, en lantmäterikarta från 1664 redovisar bruket i detalj. Bruket låg nere under första hälften av 1800-talet, men tegeltillverkningen tycks ha återupptagits under 1860-talet. Bruket hörde ursprungligen till Fittja gård. Den återupptagna tillverkningen på 1860-talet skedde på initiativ av Fittja gårds ägare, Lars Magnus Carlsson och låg i nuvarande kvarteret Tegelbruket, ungefär där stormarknaden OBS! Fittja uppfördes 1980. Bruket hade sin storhetstid på 1800-talets slut då stenstaden växte fram i Stockholm. Idag kvarstår inga spår av den en gång så stora anläggningen.
År 1905 ägdes bruket av W. Hagberg, även ägare till Brogårds tegelbruk, och man tillverkade då cirka 1,5 miljoner tegel. Arbetsstyrkan uppgick till 30 arbetare.
Enligt köpekontraktet som den 28 mars 1914 upprättades mellan Hjalmar Carlsson (son till Lars Magnus Carlsson och dåvarande ägare av Fittja gård) och Aktiebolaget Mälardalens Tegelbruk såldes hela anläggningen inklusive fastigheter och inventarier för 210 000 kronor. Därmed hörde Fittja tegelbruk till AB Mälardalens förenade tegelbruk. 1947 övertogs anläggningen av KF, den bedömdes då omodern men rustades aldrig upp. All torkning skedde i sommarlador och man hade en 18-kammars ringugn.  1964 lades verksamheten ner. Anläggningen fanns fortfarande kvar i början av 1970-talet som ett fotografi i Stockholms länsmuseums bilddatabas från 23 augusti 1971 visar.
Tegelbruksvägen och Tegelbruksbacken påminner fortfarande om den tidigare verksamheten, likaså ett stort antal tegelstensrester i strandkanten.

## Bilder

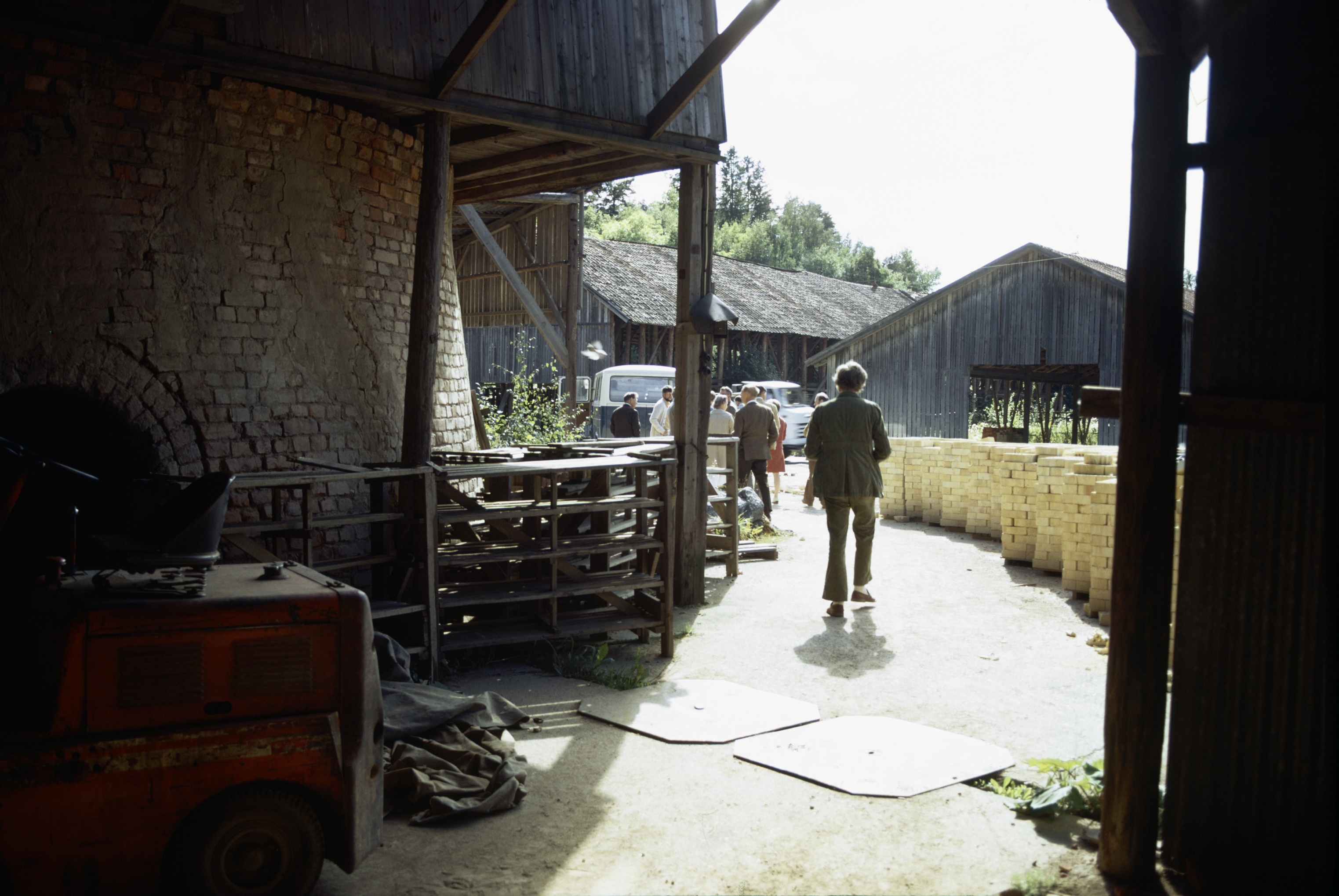
Fittja tegelbruk efter stängningen 1971
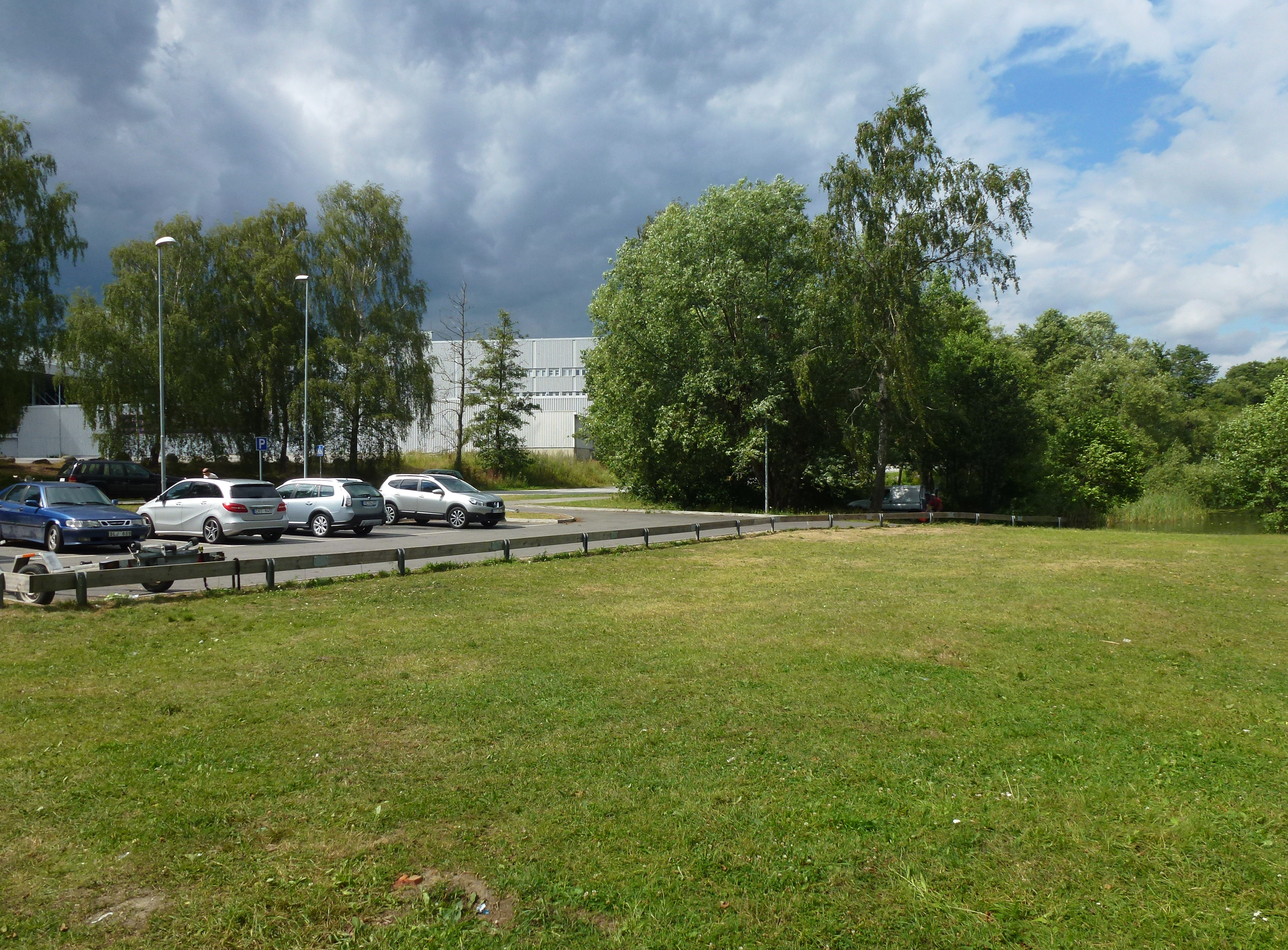
Platsen för bruket 2014, i bakgrunden syns stormarknaden
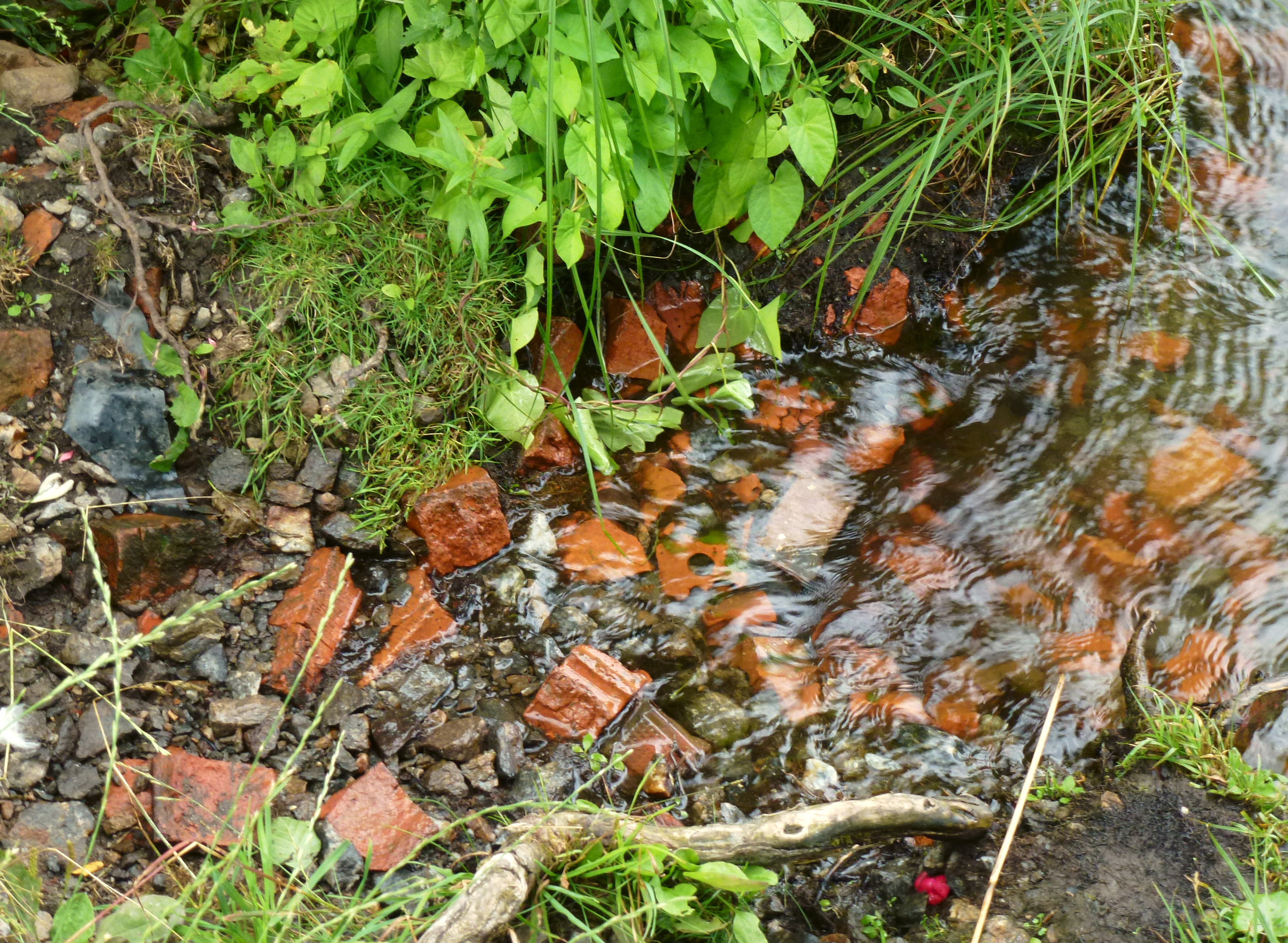
Tegelstensrester i strandkanten av Fittjaviken
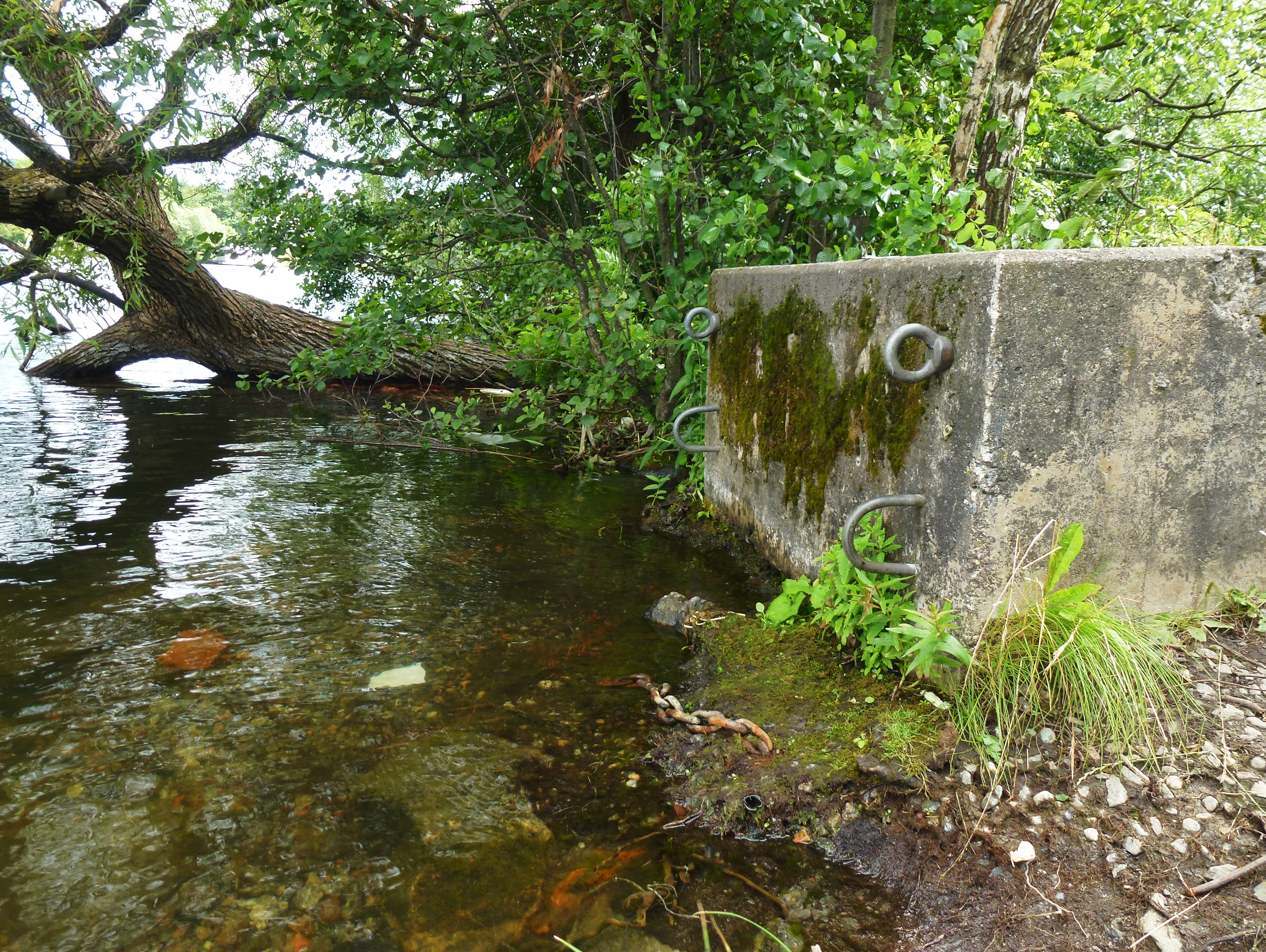
Fundament i strandkanten av Fittjaviken
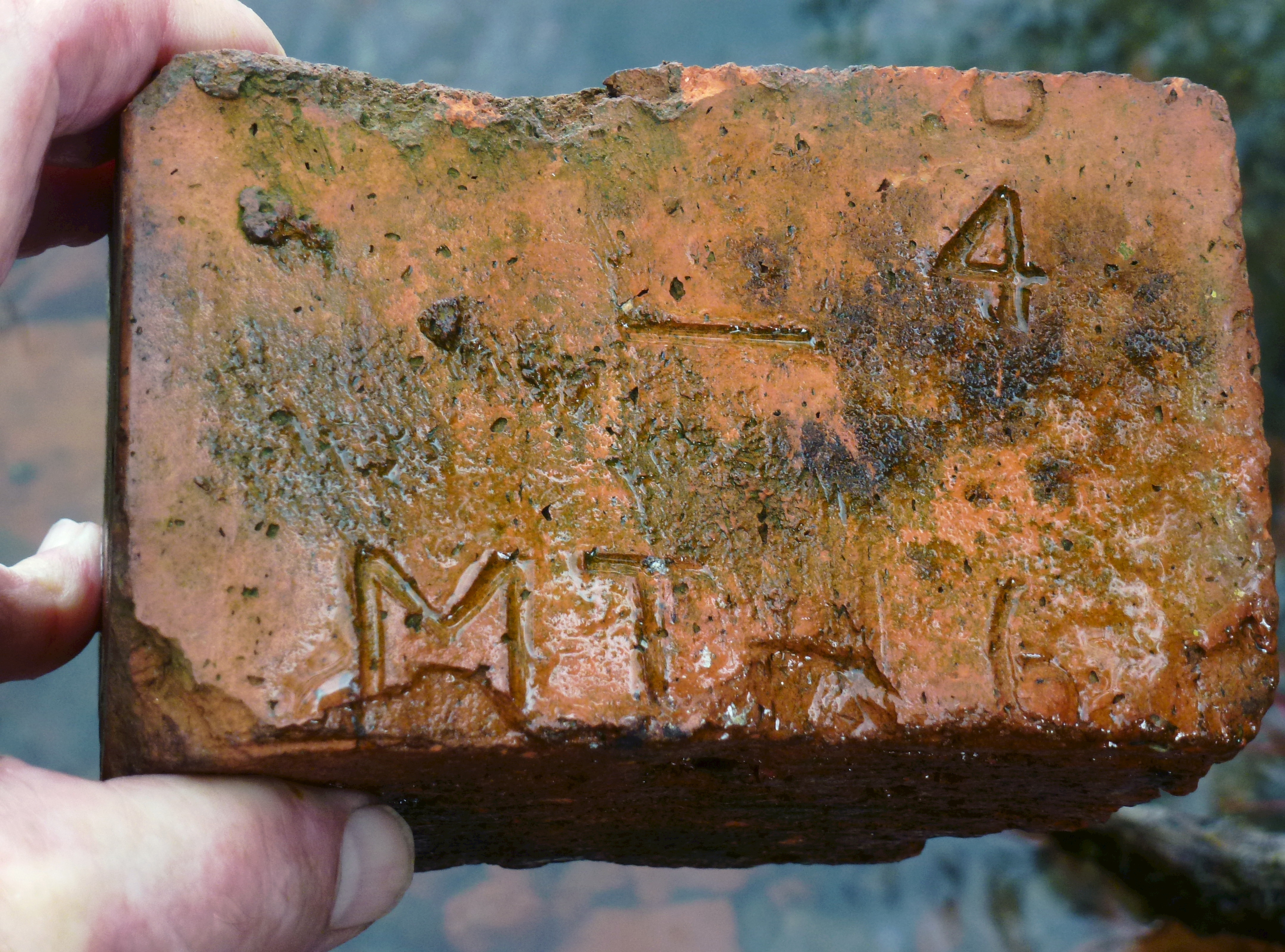
Mursten, märkt "MT" som står för Mälardalens Tegelbruk